# Estádio Lino Correia
O Estádio Lino Correia é um estádio multiusos localizado em Bissau, capital da Guiné-Bissau. Inaugurado oficialmente em 10 de junho de 1948, é a mais antiga instalação desportiva da Guiné-Bissau. Utilizado principalmente para competições de futebol, é oficialmente a casa onde o Estrela Negra de Bissau, clube da capital, manda seus jogos oficiais por competições nacionais. Conta com capacidade para 12 000 espectadores.

## Histórico
O estádio foi construído em 1947 sendo inaugurado como Estádio de Bissau a 10 de junho de 1948, no Dia de Portugal, de Camões e das Comunidades Portuguesas, pelo então governador da Província da Guiné, Manuel Sarmento Rodrigues. Mais tarde seria denominado Estádio Sarmento Rodrigues, em homenagem àquele governador.
A eletrificação foi inaugurada a 30 de janeiro de 1971 pelo general António de Spínola, então governador e comandante-chefe das Forças Armadas da Guiné.
Após a independência da Guiné-Bissau, em 1974, teve o seu nome alterado, passando a homenagear Lino Correia, antigo jogador da União Desportiva Internacional de Bissau, e guerrilheiro do PAIGC, morto em 1962.
Em junho de 2007, a FIFA anunciou um projeto de mais de USD 600 000 para a colocação de relva sintética do estádio, assim como obras de reabilitação das bancadas, balneários, campos de basquetebol, andebol, voleibol e campo de ténis, bem como para colocar em funcionamento as torres de iluminação do estádio, avariadas desde a década de 1980.